# Febbre d'amore
Febbre d'amore (The Young and the Restless) è una soap opera statunitense ideata dai coniugi William J. Bell e Lee Phillip Bell (in seguito creatori anche di Beautiful) e trasmessa dal 26 marzo 1973 sulla rete televisiva CBS. Dal 1988 è la soap opera più seguita negli Stati Uniti d'America.
In Italia è stata trasmessa a partire dal 7 febbraio 1983 su Italia 1 per poi passare nell'ottobre 1984 su Rete 4; nel giugno del 1995 passò brevemente a Canale 5 (con il nuovo titolo Amarsi) che la trasmise fino al settembre successivo; nell'aprile 1998 la soap è tornata in onda su Rete 4 con il titolo italiano originale, dove è stata trasmessa fino al 30 ottobre 2009 quando la programmazione è stata definitivamente interrotta, a causa degli alti costi per l'acquisto degli episodi.

## Trama
Ambientata a Genoa City (immaginaria cittadina del Wisconsin) narra le vicende di alcune famiglie che vi abitano: inizialmente la soap era focalizzata sulla rivalità tra due clan: i ricchi Blair ed i più modesti Foster, in seguito, col passare delle stagioni, a questi se ne sono aggiunti altri: i Chancellor, gli Abbott, i Newman, i Winters ed i Baldwin.
Un punto focale del serial è la rivalità tra le famiglie Abbott e Newman, che competono sia in campo lavorativo (possiedono infatti due potenti aziende del campo cosmetico) sia nella vita privata (con più storie d'amore che hanno avuto luogo, nel corso degli anni, tra i vari membri delle due famiglie); altra storyline centrale della soap è stata per molti anni l'accesa inimicizia tra i personaggi di Katherine Chancellor e Jill Foster.

## Personaggi ed interpreti

### Personaggi principali attuali
- Jack Abbott (1980-1989, 1989-in corso), interpretato da Peter Bergman ed in precedenza da Terry Lester e da Graham Taylor.
- Victor Newman (1980-in corso), interpretato da Eric Braeden.
- Sharon Newman (1994-in corso), interpretata da Sharon Case ed in precedenza da Monica Potter e da Heidi Mark.
- Nate Hastings (1992-2002, 2011, 2018-in corso), interpretato da Sean Dominic e in precedenza da Christopher Pope, Malcolm Hunter, Bryant Jones, Walter Fauntleroy e da Brooks Darnell.
- Chelsea Lawson (2011-2018, 2019-in corso), interpretata da Melissa Claire Egan.
- Claire Grace (2023-in corso), interpretata da Hayley Erin.
- Cane Ashby (2007-2019, 2025-in corso), interpretato da Billy Flynn e in precedenza da Daniel Goddard.
- Daniel Romalotti (1994-1998, 2004-2013, 2016, 2022-in corso), interpretato da Michael Graziadei e in precedenza da Desiree e Hannah Wheel, Michael McElroy, Chase MacKenzie Bebak, Roland Gibbons e da Cam Gigandet.
- Mariah Copeland (2014-in corso), interpretata da Camryn Grimes.
- Adam Newman (1995-1998, 2002, 2008-2016, 2019-in corso), interpretato da Mark Grossman e in precedenza da Hayden Tank, Chris Engen, Michael Muhney e da Justin Hartley.
- Victoria Newman (1982-2003, 2005-in corso), interpretata da Amelia Heinle e in precedenza da Heather Tom.
- Sally Spectra (2020-in corso), interpretata da Courtney Hope.
- Devon Hamilton (2004-in corso), interpretato da Bryton James.
- Lily Winters (1995-1998, 2000, 2002-in corso), interpretata da Christel Khalil e in precedenza da Davetta Sherwood.
- Michael Baldwin (1991-1993, 1997-in corso), interpretato da Christian LeBlanc.
- Esther Valentine (1982-in corso), interpretata da Kate Linder.
- Kyle Abbott (2001-2002, 2004, 2010-2014, 2015-2016, 2018-in corso), interpretato da Michael Mealor e in precedenza da Garrett Ryan, Blake Hood, Hartley Sawyer e da Lachlan Buchanan.
- Nicholas Newman (1988-in corso), interpretato da Joshua Morrow e in precedenza da Marco e Stefan Flores, Griffin Ledner e da John Alden.
- Holden Novak (2025-in corso), interpretato da Nathan Owens.
- Elena Dawson (2019-in corso), interpretata da Brytni Sarpy.
- Nikki Newman (1978-in corso), interpretata da Melody Thomas Scott e in precedenza da Erica Hope.
- Audra Charles (2022-in corso), interpretata da Zuleyka Silver.
- Phyllis Summers (1994-1998, 2000-2013, 2014-in corso), interpretata da Michelle Stafford e in precedenza da Sandra Nelson e da Gina Tognoni.
- Billy Abbott (1993-2003, 2006, 2008-in corso), interpretato da Jason Thompson e in precedenza da David Tom, Ryan Brown, Scott Seymour, Billy Miller e da Burgess Jenkins.
- Diane Jenkins (1982-1984, 1986, 1996-2004, 2010-2011, 2022-in coso), interpretata da Susan Walters e in precedenza da Alex Donnelley e da Maura West.

### Personaggi ricorrenti attuali
- Christine Blair Williams (1983-2006, 2007, 2010-in corso), interpretata da Lauralee Bell.
- Lauren Fenmore Baldwin (1983-1995, 2000, 2001-in corso), interpretata da Tracey E. Bregman.
- Faith Newman (2009-in corso), interpretata da Reylynn Caster e in precedenza da Lutsky Twins, Madison e Brynn Bowie, da Mckenna Grace e da Alyvia Alyn Lind.
- Alan Laurent (2024-in corso), interpretato da Christopher Cousins.
- Danny Romalotti (1981–1998, 2002–2004, 2008, 2012–2013, 2022-in corso), interpretato da Michael Damian.
- Ashley Abbott (1982–2012, 2013, 2014-in corso), interpretata da Eileen Davidson e in precedenza da Brenda Epperson e da Shari Shattuck.
- Tessa Porter (2017-in corso), interpretata da Cait Fairbanks.
- Chloe Mitchell (1990-1991, 1994, 2008-2014, 2015, 2016-2017, 2019-in corso), interpretata da Elizabeth Hendrickson e in precedenza da Darla e Sandra Greer e da Danielle Ryah.
- Ana Hamilton (2008–2009, 2011, 2012, 2018-2019, 2024-in corso), interpretata da Loren Lott ed in precedenza da Jamia Simone Nash.
- Connor Newman (2013-2018, 2019-in corso), interpretato da Judah Mackey e in precedenza da Brady e Cooper Friedman, Elle e Eve Tanz, Michael e Nolan Webb, Owen e Henry Leark, Asher e Brayden McDonell e da Gunner e Ryder Gadbois.
- Traci Abbott (1982–1996, 1999, 2001-in corso), interpretata da Beth Maitland.
- Katie Abbott (2016-in corso), interpretata da Sienna Mercuri.
- Johnny Abbott (2012-in corso), interpretato da Paxton Mishkind ed in precedenza da Holden e Ryan Hare.
- Amanda Sinclair (2019-in corso), interpretata da Mishael Morgan e in precedenza da Karla Mosley.
- Harrison Abbott (2021-in corso), interpretato da Redding Munsell e in precedenza da Kellen Enriquez.
- Lucy Romalotti (2011-2013, 2023-in corso), interpretata da Lily Brooks O'Briant e in precedenza da Monte, James e Viviana e da Abigail e Olivia Moore.
- Abby Newman (2000-in corso), interpretata da Melissa Ordway e in precedenza da Morgan e Madison Reinherz, Amanda e Rachel Pace, Darcy Rose Byrnes, Hayley Erin e da Marcy Rylan.
- Amy Lewis (1983-1988, 2024-in corso), interpretata da Valarie Pettiford ed in precedenza da Stephanie E. Williams.
- Mamie Johnson (1982-1995, 1999-2004, 2023-in corso), interpretata da Veronica Redd e in precedenza da Marguerite Ray.
- Kevin Fisher (2003-2018, 2019-in corso), interpretato da Greg Rikaart.
- Imani Benedict (2021-in corso), interpretata da Leigh-Anne Rose.
- Carter (2025-in corso), interpretato da Vincent Stalba.
- Jill Abbott (1973-in corso), interpretata da Jess Walton e in precedenza da Brenda Dickson, Bond Gideon e da Deborah Adair.
- Christian Newman (2015-in corso), interpretato da Alex Wilson e in precedenza da Jamie e Alister Tobias.

### Personaggi usciti di scena
- David Kimball  (1989-2000) , interpretato da https://pro.imdb.com/name/nm0179182?ref_=hm_prof_nameMichael Corbett]]
- Katherine Chancellor (1973-2013), interpretata da Jeanne Cooper.
- Brock Reynolds (1974-1980, 1984-1986, 1990-1992, 1999-2004, 2008-2011, 2013), interpretato da Beau Kazer.
- Tucker McCall (2009-2013, 2022-2024), interpretato da Trevor St. John e in precedenza da William Russ e da Stephen Nichols.
- Phillip Chancellor III (1975-1983, 1986-1989, 2009-2011), interpretato da Thom Bierdz e in precedenza da Dick Billingsley, da Chris Hebert e da Jimmy Keegan.
- Mackenzie Browning (1999–2006, 2009–2010, 2018-2019), interpretata da Kelly Kruger e in precedenza da Ashley Bashioum, da Nicole Tarantini, da Rachel Kimsey e da Clementine Ford.
- Nina Webster (1986-2001, 2008-2013, 2014, 2020-2021, 2023), interpretata da Tricia Cast.
- Stuart Brooks (1973–1983), interpretato da Robert Colbert.
- Jennifer Brooks (1973-1977), interpretata da Dorothy Green.
- Leslie Brooks (1973–1982, 1984, 2018, 2021), interpretata da Janice Lynde ed in precedenza da Victoria Mallory.
- Lorie Brooks (1973–1982, 1984, 2002, 2018), interpretata da Jaime Lyn Bauer ed in precedenza da Victoria Thompson e da Wesley Pfenning.
- Chris Brooks (1973–1982, 1984), interpretata da Trish Stewart ed in precedenza da Lynne Topping.
- Peggy Brooks (1973-1981, 1984), interpretata da Pamela Peters Solow ed in precedenza da Patricia Everly.
- Brooks Prentiss (1981-1982), interpretato da André Gower ed in precedenza da R.J. Williams e da Jamin Hall.
- Bill Foster (1975-1976), interpretato da Charles H. Gray.
- Liz Foster (1973-1982, 1984-1986, 1993, 2003-2004, 2008, 2010), interpretata da Julianna McCarthy.
- Greg Foster (1973-1982, 2003, 2010), interpretato da Wings Hauser ed in precedenza da James Houghton, da Brian Kerwin e da Howard McGillin.
- Snapper Foster (1973–1982, 2003, 2010), interpretato da David Hasselhoff ed in precedenza da William Gray Espy.
- Chuckie Roulland (1980–1982), interpretato da Marc Bently.
- Jennifer Foster (1981-1982), interpretata da Erin e Ramona Richter ed in precedenza da Christine Hoffstadt.
- John Abbott (1980-2006, 2007-2019), interpretato da Jerry Douglas e in precedenza da Brett Halsey e da Sean Garrison.
- Dina Mergeron (1983–1986, 1991, 1996, 2008, 2017-2020), interpretata da Marla Adams.
- Allie Abbott Nguyen (2022-2023), interpretata da Kelsey Wang.
- Gloria Abbott (2004-2023), interpretata da Judith Chapman ed in precedenza da Joan Van Ark.
- Eric Vanderway (2019), interpretato da Jon Briddell.
- Theo Vanderway (2019-2021), interpretato da Tyler Johnson ed in precedenza da Nic Luken.
- Keemo Volien Abbott (1994-1996), interpretato da Philip Moon.
- Colleen Carlton (1992-1995, 2001-2009, 2010), interpretata da Tammin Sursok ed in precedenza da Ashley, Kelly e Bobby Brown, da Caitlyn Taylor, da Jessica Jaymes Miley, da Natalie e Victoria McCormick, da Alanna Masterson, da Lyndsy Fonseca e da Adrianne Leon.
- Delia Abbott (2009-2013, 2014, 2015, 2016, 2020), interpretata da Sophie Pollono ed in precedenza da Riley, Olivia e Isabelle Jones e da Alix e Madeline Dubois.
- Rex Sterling (1987-1994, 2004), interpretato da Quinn Redeker.
- Gina Romalotti (1982-2009, 2013, 2023), interpretata da Patty Weaver.
- Albert Miller (2003, 2010), interpretato da George Kennedy.
- Cora Miller (1984), interpretata da Dorothy McGuire.
- Matt Miller (1985-1987, 2018), interpretato da Robert Parucha.
- Dylan McAvoy (2013-2017), interpretato da Steve Burton.
- Heather Stevens (1979-1982, 1993-1994, 2007-2012, 2023-2024), interpretata da Vail Bloom e in precedenza da Eden Riegel e da Jennifer Landon.
- Ricky Williams (2002-2003, 2011-2012), interpretato da Peter Porte.
- Patty Williams (1980-1984, 2009-2010, 2011-2012, 2015-2016), interpretata da Stacy Haiduck ed in precedenza da Tammy Taylor, da Lilibet Stern, da Andrea Evans e da Tammy Barr.
- Carl Williams (1980-1990, 1998-1999), interpretato da Brett Hadley.
- Paul Williams (1978-2020), interpretato da Doug Davidson.
- Steven Williams (1980-1981), interpretato da David Winn.
- Todd Williams (2003-2004, 2009, 2010, 2012), interpretato da Corbin Bernsen.
- Mary Williams (1980-2004), interpretata da Carolyn Conwell.
- Cassie Newman (1997-2007, 2009-2010, 2013-2014, 2020, 2024), interpretata da Camryn Grimes.
- Noah Newman (1997-2023), interpretato da Rory Gibson e in precedenza da Hunter Allan, Kevin Schmidt, Luke Kleintank e da Robert Adamson.
- Summer Newman (2006-2016, 2018-2021, 2022-2025), interpretata da Allison Lanier e in precedenza da Samantha Bailey, Lindsay Bushman e da Hunter King.
- JT Hellstrom (1999-2010, 2017-2018, 2019, 2023), interpretato da Thad Luckinbill.
- Reed Hellstrom (2007-2020), interpretato da Tristan Lake Leabu ed in precedenza da Asher e Cole, Quin e Reed Baron e da Max Page.
- Riley Newman (2012-2017), interpretato da Malachi Barton.
- Sheila Carter (1990-1993, 2005-2007), interpretata da Michelle Stafford ed in precedenza da Kimberlin Brown.
- Lucinda Winters (2016), interpretata da Nichelle Nichols.
- Neil Winters (1991-2019), interpretato da Kristoff St. John.
- Drucilla Winters (1990–2000, 2002–2007), interpretata da Victoria Rowell.
- Malcolm Winters (1994–2002, 2004–2005, 2009–2011, 2014, 2019, 2023), interpretato da Shemar Moore ed in precedenza da Darius McCrary.
- Moses Winters (2011-2019, 2021-2022), interpretato da Jacob Aaron Gaines e in precedenza da Phoenix e Zion Collins, Randall L. Smith e da Dax Randall.
- Yolanda Hamilton (2005–2006, 2011–2012, 2023, 2024), interpretata da Chene Lawson ed in precedenza da Debbi Morgan.
- Charlie Ashby (2010—2019), interpretato da Noah Alexander Gerry ed in precedenza da Parker Rose Curry, da Aidan Clark e da Brandin Stennis.
- Mattie Ashby (2010-2019), interpretata da Lexie Stevenson ed in precedenza da Jordan Lemnah e da McKenna Roberts.
- Amber Moore (2006-2010, 2013), interpretata da Adrienne Frantz.
- Adrian Rosales (2019), interpretato da Jay Montalvo.
- Celeste Rosales (2019-2020), interpretata da Eva LaRue.
- Rey Rosales (2018-2022), interpretato da Jordi Vilasuso.
- Arturo Rosales (2018-2019), interpretato da Jason Canela.
- Mia Rosales (2018-2019), interpretata da Noemi Gonzalez.
- Lola Rosales (2018-2021), interpretata da Sasha Calle.
- Lena Cavett (2021-), interpretata da Dana Sparks.
- Jordan Howard (2023-2025), interpretata da Colleen Zenk.
- Cole Howard (1980-1981, 1992-1999, 2023-2025), interpretato da J. Eddie Peck e in precedenza da N.P. Schoch.
- Cameron Kirsten (2003–2004, 2023–2025), interpretato da Linden Ashby.
- Ian Ward (2014-2016, 2024-2025), interpretato da Ray Wise.
- Pietro (2025), interpretato da Jai Rodriguez.
- Damian Kane (2025), interpretato da Jermaine Rivers.
- Chance Chancellor (1988-2001, 2009-2011, 2019-2025), interpretato da Conner Floyd e in precedenza da Andrew Clark Rogers, Chuckie e Kenny Gravino, Scott e Shaun Markley, Thomas Dekker, Courtland Mead, Alex D. Linz, Nicholas Pappone, Penn Badgley, John Driscoll, Donny Boaz e da Justin Gaston.

## Cast
Fino al 2019, il membro del cast più longevo della soap era l'attrice Jeanne Cooper, che ha interpretato il ruolo di Katherine Chancellor per ben quarant'anni, dal 1973, anno d'inizio del serial, anche se l'attrice non è stata presente sin dalla prima puntata (entrò in scena nel mese di novembre, cinque mesi dopo la partenza della soap opera), fino alla sua morte, avvenuta l'8 maggio del 2013 a causa di una malattia. I fan della soap hanno chiesto ai produttori di non riassegnare il personaggio di Katherine Chancellor ad un'altra attrice, ma di far morire anch'esso, in segno di rispetto verso la Cooper, che l'ha interpretato per tanti anni, richiesta che è stata accolta dagli sceneggiatori. Nel 2020 il primato della Cooper è stato superato da Melody Thomas Scott, che interpreta il personaggio di Nikki Reed Newman dal 1979.
Unico personaggio rimasto sin dalla prima puntata è invece quello di Jill Foster, interpretato però, nel corso degli anni, da attrici diverse: la prima attrice ad interpretare il ruolo fu Brenda Dickson (che nel 1980 fu temporaneamente sostituita da Bond Gideon, in quanto lei era in maternità) in seguito nel 1982 abbandonò la soap ed il ruolo di Jill venne assegnato a Deborah Adair; la Adair fu poi sostituita a sua volta proprio da Brenda Dickson, che riprese ad interpretare il ruolo nel 1984; a partire dal 1987, la Dickson lasciò nuovamente Febbre d'amore e fu sostituita da Jess Walton, attrice che interpreta il ruolo di Jill Foster ancora oggi, anche se dal 2014 il personaggio è stato declassato da principale a ricorrente.

## Messa in onda
Dal 1973 al 1980 le puntate della soap duravano 30 minuti ciascuna; a partire dal 1980 ogni singola puntata dura 40 minuti (pubblicità esclusa).
Nel 1988, anno in cui spodestò il serial della ABC General Hospital, Febbre d'amore divenne la soap opera più seguita negli Stati Uniti; nel 2009, con il raggiungimento del 21º anno consecutivo al primo posto, la soap superò il record precedentemente detenuto da Così gira il mondo (anch'essa trasmessa dalla CBS) che era rimasta la soap più seguita negli States per 20 anni di seguito, dal 1958 al 1978. Tale posizione di primato viene persa, dopo 32 anni, nel 2020, quando durante i mesi primaverili la soap è stata per la prima volta superata negli ascolti da Beautiful, creata anch'essa dai coniugi Bell, anche se in seguito ha poi ripreso la leadership degli ascolti.
Febbre d'amore va in onda, oltre che negli USA, in oltre 100 nazioni. La soap riscuote molta popolarità soprattutto in Francia in cui va in onda su TF1 dal 1989 con il titolo Les feux de l'amour (I fuochi dell'amore). Il successo della soap opera in Francia è analogo a quello che la sister-soap Beautiful ottiene in Italia; infatti nell'autunno 2008, per ringraziare i fan francesi, alcuni episodi di Febbre d'amore hanno avuto come location Parigi.
Febbre d'amore è molto seguita anche in Belgio ed in Canada. In quest'ultima nazione, Paese bilingue, vengono trasmesse sia la versione originale in lingua inglese (in contemporanea con gli Stati Uniti) che quella doppiata in francese, con puntate che hanno un ritardo di otto anni rispetto alla programmazione statunitense.

### Programmazione in Italia
In Italia è stata trasmessa a partire da lunedì 7 febbraio 1983 su Italia 1 (a partire dalle puntate statunitensi della stagione 1978/79) nella fascia preserale. Dopo la pausa estiva è stata ricollocata nel primo pomeriggio, in diretta concorrenza con le già affermate soap di Canale 5. Dall'ottobre 1984 è passata su Rete 4 alle ore 18, trovando la sua collocazione ideale per fidelizzare i telespettatori. Nel corso delle successive stagioni è stata programmata tra il tardo pomeriggio e la fascia preserale, ottenendo ascolti molto buoni e toccando share decisamente alti per il canale (in alcuni casi superiori al 20%). Nel 1990 si aggiudicò un Telegatto al Gran premio internazionale della TV come miglior soap opera.
Nel marzo 1991, a causa del grande divario di tempo tra la messa in onda italiana e quella statunitense (ben cinque anni di ritardo), i dirigenti di Rete 4 scelsero incautamente di operare un salto temporale, acquistando puntate più recenti (di un anno e mezzo di distanza) e mozzando circa tre anni di programmazione e di trame cruciali, passando dagli episodi andati in onda in USA nel marzo 1986 a quelli trasmessi negli States nel novembre 1989 con un'unica puntata riassuntiva, mossa che comportò un considerevole calo di audience (perse un terzo del suo pubblico, disorientato dal repentino cambio di scenario narrativo ed anche dal cambio di tre attori di alcuni personaggi centrali ovvero Jack Abbott, Jill Foster ed Ashley Abbott, che negli States non erano avvenuti nello stesso momento). La soap, per un periodo, assunse il titolo Febbre d'amore... tre anni dopo. A partire dall'agosto 1993, a causa degli ascolti non più soddisfacenti per la fascia preserale, è stata spostata in quella della tarda mattinata.
Nell'estate 1995 la Fininvest (divenuta in seguito Mediaset nel 1996) tentò di rilanciare Febbre d'amore, promuovendola da Rete 4 all'ammiraglia Canale 5 e modificandone il titolo in Amarsi. Fu posizionata alle 14,15 dopo la sister-soap Beautiful, strappata nel 1994 a Rai 2. Amarsi andò in onda per tre mesi, in diretta concorrenza con altre due soap statunitensi che già da parecchi anni presidiavano quello slot del palinsesto e molto amate dai telespettatori italiani: Sentieri su Rete 4 e Santa Barbara su Rai 2 e non riuscì quindi a fidelizzare abbastanza pubblico; nel settembre 1995, la soap dunque venne cancellata dal palinsesto di Canale 5 a causa degli ascolti ritenuti non soddisfacenti per la fascia pomeridiana della rete (una media del 18% di share, giudicata bassa rispetto allo share di Beautiful, che era all'epoca il programma più visto del daytime televisivo in Italia, col 34-35%) e sparì dai teleschermi italiani.
Nel 1996 circolò la notizia che la soap sarebbe tornata in onda sulla TMC di Vittorio Cecchi Gori, ma tali voci si rivelarono infondate.
Nell'aprile 1998, a due anni e mezzo dallo stop della programmazione, fu invece Rete 4 a rimetterla in onda, con il suo titolo italiano originale Febbre d'amore, ricollocandola nuovamente a metà mattina. Un mese dopo, esaurite le puntate inedite doppiate anni prima dalla cooperativa CDC Sefit Group di Roma, rimaste in magazzino dopo la sua repentina cancellazione dal pomeriggio di Canale 5, partirono quelle eseguite da una nuova società di doppiaggio, la Videodelta di Torino, mossa che comportò il repentino cambio in blocco di tutte le voci italiane, che causò parecchio malcontento tra il pubblico ed un nuovo calo di audience.
Nel marzo 1999, essendosi venuta di nuovo a creare una grande distanza tra la messa in onda italiana e quella statunitense a causa dei quasi tre anni di stop alla programmazione della soap in Italia, si decise di operare un secondo salto temporale, di ben quattro anni e mezzo, passando dagli episodi trasmessi negli Stati Uniti nel gennaio 1994 a quelli andati in onda nel novembre 1998; memori della debacle di pubblico avvenuta sette anni prima, questo secondo salto temporale avvenne però in maniera più graduale: venne infatti trasmessa un'intera settimana di puntate riassuntive (cinque, della durata di 40 minuti ciascuna) in cui vennero mostrate le vicende principali delle stagioni oggetto di questo secondo salto e presentati i nuovi personaggi entrati in scena nello stesso periodo, traghettando quindi in maniera meno traumatica le vicende a pochissimi mesi di distanza dalla messa in onda degli States, allineando la programmazione a Beautiful. Da quel momento, Febbre d'amore non ha più subito altri salti temporali e ha così potuto crearsi un seguito fedele.
A partire dal febbraio 2005 la soap però ha subito ingenti riduzioni di durata, con lunghi periodi in cui veniva trasmessa poco più di mezza puntata originale al giorno alternati ad altri in cui il formato originale veniva quasi rispettato. Nel 2008 e nel 2009 per diversi mesi le puntate sono state addirittura ridotte a una durata di soli dieci minuti al giorno, quando nel formato originale sarebbero di trentasei minuti netti. I continui cambi di orario nella fascia mattutina e la durata sempre più esigua hanno ulteriormente abbassato lo share della soap, che sino a fine 2007 era sempre stato superiore alla media di rete.
Dal 31 agosto 2009 Rete 4 stabilizzò l'orario di messa in onda; la programmazione venne però di nuovo interrotta venerdì 30 ottobre 2009, con le puntate trasmesse negli Stati Uniti nel gennaio 2007, a causa degli alti costi per l'acquisto degli episodi (circa 4000 € a puntata).
Dal 1º luglio 2011 la soap è tornata in onda in replica su CanalOne a partire dalle puntate andate in onda in Italia dall'agosto 2003 in poi. La soap è andata in onda su questo canale fino al 18 novembre 2011.
Attualmente la soap opera non viene più trasmessa in Italia.
L'edizione italiana è stata curata dapprima da Elena Sansonetti (episodi trasmessi dal 1983 al 2007), poi da Ludovica Bonanome (episodi trasmessi dal 2007 al 2009) per Mediaset.

### Sigla
La sigla utilizzata dal 2000 al 2009 in Italia è stato il brano The Extra Mile interpretato da Laura Pausini, già usato come colonna sonora del film Pokémon 2 - La forza di uno. In precedenza la soap ha avuto come sigle italiane: la sigla statunitense originale, il brano strumentale Nadia's theme, così chiamato perché originariamente composto in omaggio alla ginnasta rumena Nadia Comaneci (dal 1983 al 1987), poi fu adottata come sigla la canzone What Am I Gonna Do di Linda Wesley (dal 1987 al 1991), in seguito la canzone Fallen di Lauren Wood (dal 1991 al 1993), poi il brano I Don't Wanna Fight di Tina Turner (dal 1993 al 1995) ed in seguito nuovamente la sigla originale statunitense Nadia's theme (nell'estate 1995 durante la breve parentesi Amarsi, e dal 1998 al 2000). Su CanalOne le repliche venivano trasmesse avendo come sigla il brano Nadia's theme.

### Puntate in prima serata
Dal giugno all'ottobre 1987, Rete 4 trasmise eccezionalmente Febbre d'amore in prima serata ogni sabato con doppio episodio per la programmazione estiva, in virtù degli ottimi share raggiunti nel daytime. Negli Stati Uniti questo è accaduto due volte, nel 1993 e nel 1995. In questa seconda occasione, l'aitante Don Diamont (Brad Carlton) fu protagonista di una scena piuttosto audace, comparendo nudo sotto la doccia.

## Cross-over
Febbre d'amore nel corso degli anni ha legato più volte la sua trama con quella di Beautiful: molti personaggi infatti hanno fatto la spola tra le due soap per lunghi periodi o con almeno una breve apparizione da guest star; le attrici che hanno interpretato lo stesso ruolo in entrambe le soap sono state: Kimberlin Brown (Sheila Carter #1), Tracey E. Bregman (Lauren Fenmore), Jeanne Cooper (Katherine Chancellor), Katherine Kelly Lang (Brooke Logan), Susan Flannery (Stephanie Douglas Forrester), Melody Thomas Scott (Nikki Reed Newman #2), Adrienne Frantz (Amber Moore), Andrea Evans (Tawny Moore), Eileen Davidson (Ashley Abbott #1), Beth Maitland (Traci Abbott), Judith Chapman (Gloria Bardwell Abbott #2), Lauralee Bell (Christine "Cricket" Blair), Marilyn Alex (Molly Carter), Darcy Rose Byrnes (Abby Carlton #2), Susan Seaforth Hayes (Joanna Manning), Tonya Lee Williams (Olivia Barber), Lesli Kay (Felicia Forrester #2), Linsey Godfrey (Caroline Spencer Jr.), Kate Linder (Esther Valentine), Sharon Case (Sharon Newman), Courtney Hope (Sally Spectra Jr.) ed Hunter King (Summer Newman). Tra gli attori invece abbiamo Eric Braeden (Victor Newman), John McCook (Eric Forrester), Peter Barton (Scott Grainger), Peter Bergman (Jack Abbott), Ian Buchanan (James Warwick), Aaron Lustig (Dr. Tim Reid), Sean Kanan (Deacon Sharpe), Zack Conroy (Oliver Jones), Jacob Young (Rick Forrester #2), Darin Brooks (Wyatt Spencer) e Michael Damian (Danny Romalotti).
Inoltre alcuni attori hanno lavorato in entrambe le soap opera dei coniugi Bell, anche se con due ruoli diversi: Darlene Conley (Rose De Ville e Sally Spectra), John McCook (Lance Prentiss ed Eric Forrester), Katherine Kelly Lang (Gretchen e Brooke Logan), Barbara Crampton (Leanna Love e Maggie Forrester Warwick), Mary Sheldon (Nancy Nolan e Donna Logan #2), Ashley Jones (Megan Dennison e Bridget Forrester #4), Jennifer Gareis (Grace Turner #2 e Donna Logan #3), Heather Tom (Victoria Newman #1 e Katie Logan #2), Andrea Evans (Patty Williams #2 e Tawny Moore), John Castellanos (John Silva e Jeff Talon), Daniel McVicar (un assistente della Newman Enterprises e Clark Garrison), Rick Hearst (Matt Clark #2 e Whip Jones), Michael Tylo (Alexander Bladeson e Sherman Gale), Amanda Pace e Rachel Pace (Abby Carlton #1 ed Hope Logan #2), Eva Longoria (Isabella Braña ed una modella della Forrester), Ricky Paull Goldin (Gary Dawson e Jesse Torres), Peter Brown (Robert Laurence e Blake Hayes), Tracy Melchior (Veronica Landers e Kristen Forrester Dominguez #2), Lauren Koslow (Lindsey Wells e Margot Maclaine Lynley Spencer), Jim Storm (Neil Fenmore e Bill Spencer Sr.), Marla Adams (Dina Mergeron Abbott e Beth Henderson Logan #3), Shari Shattuck (Ashley Abbott #3 ed Heather Thompson), Sean Whalen (impiegato di un motel e Carl Ferret), Justin Baldoni (Ben e Graham Darros), Vincent Irizarry (David Chow e Jordan Armstrong) e Matthew Atkinson (Austin Travers e Thomas Forrester #5).
Un curioso caso è quello che riguarda Don Diamont che per molti anni (dal 1985 al 2009) ha interpretato il personaggio di Brad Carlton in Febbre d'amore, per poi passare a Beautiful nel 2009 nel ruolo di Bill Spencer Jr.: l'attore infatti è apparso in tutte e due le soap con entrambi i ruoli.
Oltre ai numerosi crossover con la sister-soap Beautiful, Febbre d'amore ebbe degli intrecci narrativi con una storica soap della CBS, Così gira il mondo (conclusasi nel 2010). Nel 2005 l'avvocato Michael Baldwin si è recato nella cittadina di Oakdale per assistere Jack Snyder in un processo. La cosa curiosa è che Christian Jules LeBlanc, negli anni ottanta, aveva interpretato per diverso tempo un ruolo differente in quella soap. Nel 2007 Adrienne Frantz diede vita ad un incrocio di ben tre soap opera (infatti Amber Moore, personaggio di Beautiful in quel periodo presente nel cast fisso di Febbre d'amore, interagì con Emily Stewart, personaggio di Così gira il mondo).
Nel 1995, Victoria Rowell (Drucilla Winters) propose alla CBS di realizzare una sorta di crossover con il telefilm di cui era coprotagonista, Un detective in corsia. L'attrice, nell'episodio della seconda stagione intitolato Attrice per caso, interpreta quindi sia sé stessa che recita il ruolo di Drucilla, sia il personaggio del telefilm, la dottoressa Amanda Bentley. Il dottor Mark Sloan (Dick Van Dyke) si trova sul set di Febbre d'amore per indagare su dei misteriosi attentati. Eric Braeden, Jeanne Cooper, Lauralee Bell, Doug Davidson, Kristoff St. John, Heather Tom e J. Eddie Peck recitano nella parte di sé stessi. L'episodio, in Italia, è stato trasmesso in prima TV il 27 luglio 1998.
Altro cross-over è quello con la sitcom La tata, nel 24º episodio della quarta stagione, che nella versione italiana è intitolato proprio Febbre d'amore, in cui la protagonista Francesca Cacace (Fran Drescher) si reca nel set della soap, di cui è una fan appassionata, incontrandovi diversi attori (Joshua Morrow, Shemar Moore, Jeanne Cooper, Melody Thomas Scott, Peter Bergman) per andare a trovare l'amica-rivale Heather Biblow (interpretata da Pamela Anderson) che ha appena ottenuto un ruolo nel serial, scatenando l'invidia dell'amica. Anche in molti altri episodi della sitcom, la protagonista cita spesso la soap.

## Tematiche
In America le relazioni interrazziali sono state un tabù nelle soap sino agli anni novanta. Anche la breve storia tra Neil Winters e Victoria Newman, nel 1998, non è stata gradita da parte del pubblico e, per questo, troncata dagli autori dopo poco tempo. Tra il 2004 e il 2005, con la relazione tra Damon Porter e Phyllis Summers il vento è mutato e non si è levata la minima protesta. Così, nel 2005, è stata battezzato il primo amore interrazziale versione teen: quello tra Daniel Romalotti e Lily Winters. Nel 2006 si sono sposati.
Nel 1977, Febbre d'amore affrontò il tema della bisessualità. La ricca Katherine Chancellor e la sua assistente Joann, entrambe alle prese con mariti fedifraghi, s'avvicinarono molto, con sentimenti che andavano oltre l'amicizia. Forse i tempi per una trama del genere erano troppo precoci. Il pubblicò infatti, sia non gradendo la storia in sé sia ritenendo che il personaggio di Katherine venisse snaturato, boicottò la soap, che perse ascolto. Così quella trama fu interrotta, con Brock, figlio della donna, che la blocca prima della partenza per un viaggio romantico con l'amica.
Febbre d'amore, negli anni, ha anche affrontato tematiche sociali come le gravidanze dei minorenni, l'aborto, i costi delle compagnie assicurative e delle assicurazioni sanitarie, le molestie sessuali sul lavoro, gli abusi sui minori, la violenza domestica, i minori abbandonati negli istituti per ragazzi difficili, l'analfabetismo, la fecondazione assistita, il tentato suicidio, l'alcolismo (Katherine, Nikki e Neil sono stati alcolisti, anche con ricadute), l'uso e lo spaccio di droga. Molte trame hanno riguardato problematiche legate alla salute: l'AIDS (Jessica, Keesha), il cancro (Olivia, Ashley), l'epilessia (Victor), l'anemia aplastica (Olivia), il diabete (Raul), le malattie veneree (Nikki, Paul, Lily, Kevin), l'impotenza (John, Paul), la depressione (Lillie Bell), l'infarto (John), l'esaurimento nervoso (Ashley).

## Impatto culturale

### Citazione e parodie
Febbre d'amore è stata citata in diversi film, tra cui Baby Boy - Una vita violenta, Taxi Driver, Mai stata baciata, Mister mamma e in serie TV, tra cui Beverly Hills 90210, Un detective in corsia, La tata, Friends, Willy, il principe di Bel-Air, Ultime dal cielo, The King of Queens, Dawson's Creek, A casa di Fran, Tutti odiano Chris.
Spesso Febbre d'amore utilizza citazioni letterarie. Una volta Michael Baldwin recitò a Phyllis Summers una poesia di Walt Whitman. Nel Natale 2004, invece, lo stesso Michael, redento dopo un passato burrascoso e ormai accettato dai concittadini, venne invitato come ospite al ranch dei Newman. Davanti a tanti ospiti, Michael fu invitato a leggere un passaggio tratto da Canto di Natale di Charles Dickens.

### Fenomeno dellesupercouples
Negli anni ottanta, nelle soap opera statunitensi ci fu il boom delle cosiddette supercouples. Cioè coppie che vivevano storie d'amore tanto passionali quanto tormentate, che affrontavano ostacoli su ostacoli per poter restare insieme. Non solo ostacoli sentimentali, ma anche avversità di ogni genere, compresi perfidi e folli criminali che minacciavano il mondo. Fondamentale per il riconoscimento del pubblico di una supercouple, oltre alla sceneggiatura solida e brillante, era l'alchimia che si creava tra gli attori interpreti della suddetta coppia. Tra le supercouples più famose ed amate delle varie soap statunitensi abbiamo: per General Hospital (il serial che diede il via al fenomeno) Laura e Luke, Holly e Robert, Felicia e Frisco, Anna e Duke, Brenda e Sonny; per Sentieri Reva e Josh, Nola e Quinton, Beth e Philip, Holly e Roger, Mindy e Rick, Michelle e Danny, Harley e Gus; per Così gira il mondo Lily e Holden; per Il tempo della nostra vita Kayla e Patch, Marlena e John; per La valle dei pini Nina e Cliff, Angie e Jesse; per Beautiful Brooke e Ridge, Macy e Thorne, Katie e Bill, Hope e Liam, Steffy e Finn; per Capitol Julie e Tyler, Kelly e Trey; per Santa Barbara Eden e Cruz.
Per Febbre d'amore la supercouple di maggior successo è quella formata da Nikki e Victor. I due si sono incontrati nel 1981 e, dopo varie vicissitudini, si sposarono per la prima volta nel 1984. Dopo un divorzio ed altri matrimoni, durante i quali la fiamma tra i due non si era mai del tutto spenta, la coppia si è risposata nel 2002. Nel 2007 la coppia ha divorziato per la seconda volta; dopo aver avuto ancora entrambi altre relazioni e vissuto varie vicissitudini, Victor e Nikki sono giunti all'altare per la terza volta con una cerimonia di nozze in grande stile, trasmessa il 26 marzo 2013, in occasione della puntata che festeggiava i 40 anni di messa in onda della soap opera. Altre supercouples di Febbre d'amore sono state: Cricket e Paul, Ashley e Brad, Phyllis e Jack (Ashley e Jack inoltre sono stati a lungo coinvolti, a momenti alterni, in triangoli amorosi assieme a Nikki e Victor), Lauren e Scott, Cassandra e Skip, Drucilla e Neil, Victoria e Ryan, Sharon e Nicholas, Colleen e JT, Lily e Daniel.